# Czyste (województwo mazowieckie)
Czyste – wieś w Polsce, położona w województwie mazowieckim, w powiecie sochaczewskim, w gminie Sochaczew. Ma status sołectwa.
| SIMC    | Nazwa          | Rodzaj                 |
| ------- | -------------- | ---------------------- |
| 0738208 | Czerwonka-Wieś | część wsi (do 2023 r.) |
| 0738214 | Ignacówka      | część wsi (do 2023 r.) |
| 1057930 | Milin          | część wsi              |

W latach 1954–1959 wieś należała i była siedzibą władz gromady Czyste, po jej zniesieniu w gromadzie Kożuszki. W latach 1975–1998 miejscowość administracyjnie należała do województwa skierniewickiego.